# Nowy Ratusz w Radomiu
Nowy Ratusz w Radomiu – neorenesansowy budynek usytuowany przy radomskim Rynku. Obiekt jest częścią szlaku szlaku turystycznego Zabytki Radomia.

## Historia
Ponieważ Stary Ratusz został rozebrany w latach 1818–1819, władze miejskie zmuszone były przez szereg następnych lat funkcjonować w wynajmowanych pomieszczeniach (najpierw w dawnym klasztorze benedyktynek, następnie w szeregu kamienic w Rynku). W związku z wynikającymi stąd niewygodami podjęto w końcu decyzję o wzniesieniu nowej siedziby magistratu. W latach 1845–1848, staraniem prezydenta Radomia Feliksa Lewkowicza, wzniesiono według projektu Henryka Marconiego nowy budynek ratusza. Stanął w północnej pierzei Rynku, na miejscu trzech rozebranych pod budowę ratusza drewnianych budynków mieszkalnych. Do nowego ratusza przylega budynek odwachu z 1819.
Obiekt pozostawał siedzibą władz miejskich do 1958 roku, kiedy biura miejskiej Rady Narodowej przeniesiono do gmachu dawnej komisji wojewódzkiej przy ulicy Żeromskiego. Od 1958 roku budynek był centralą Archiwum Państwowego, które w 2013 przeniosło się do nowej lokalizacji. Obecnie budynek jest własnością gminy miasta Radomia i planowane jest przeniesienie do niego niektórych jednostek urzędu miejskiego oraz rady miejskiej, zajmującej obecnie budynek dawnego Sejmiku Powiatowego przy ulicy Moniuszki.

## Architektura

Detale fasady budynku
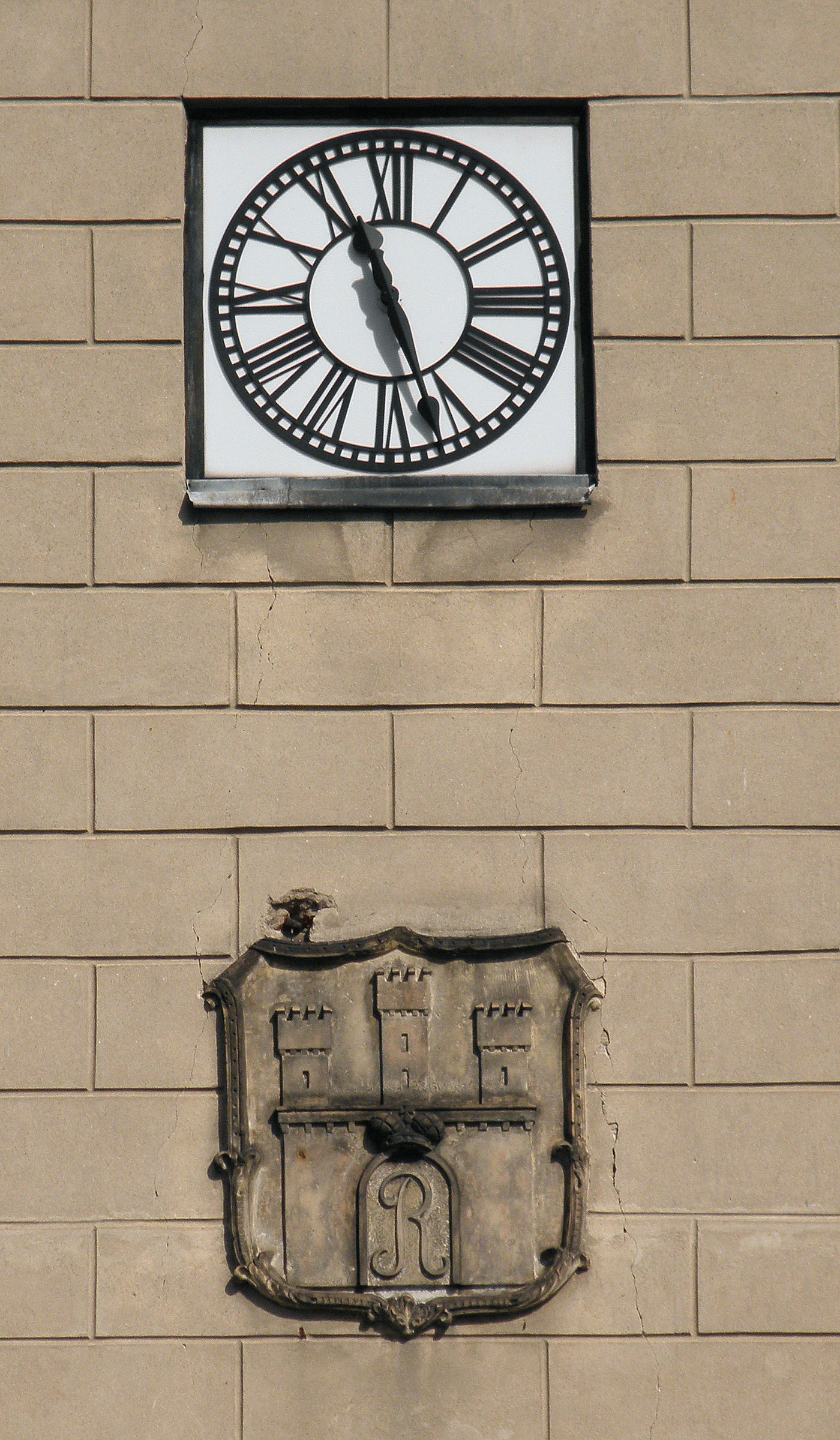
Zegar i herb miasta na wieży
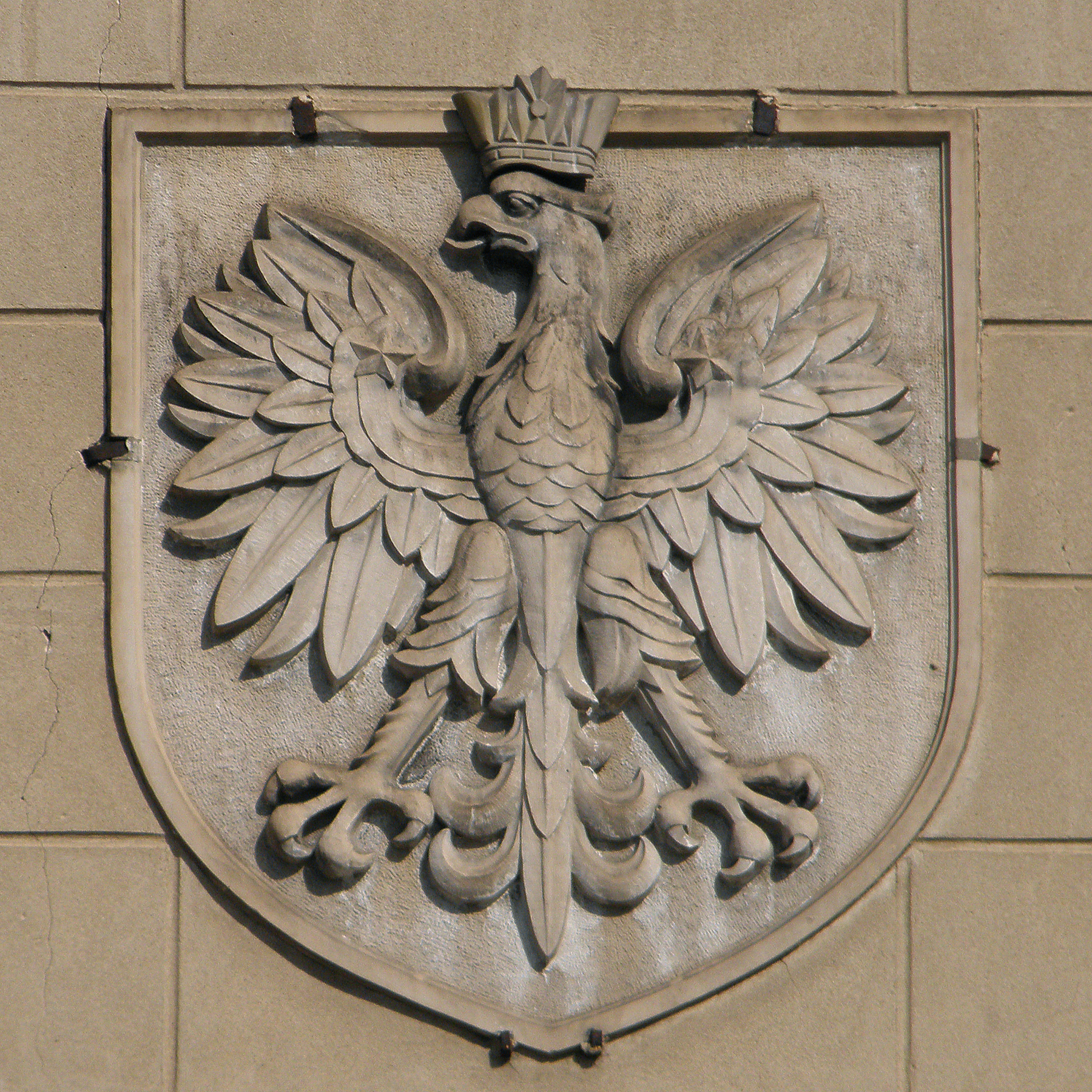
Herb Polski nad głównym wejściem
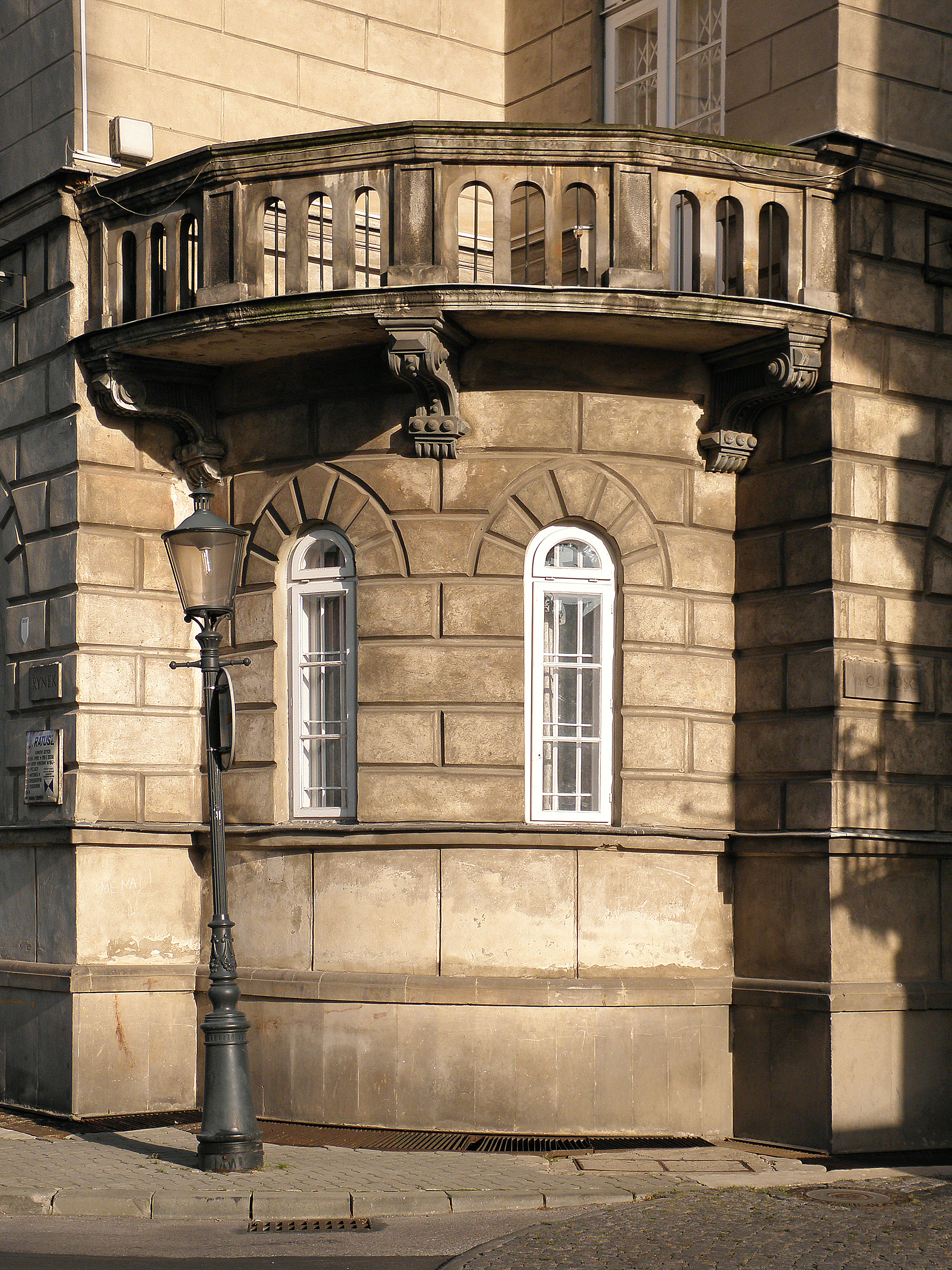
Narożny balkon
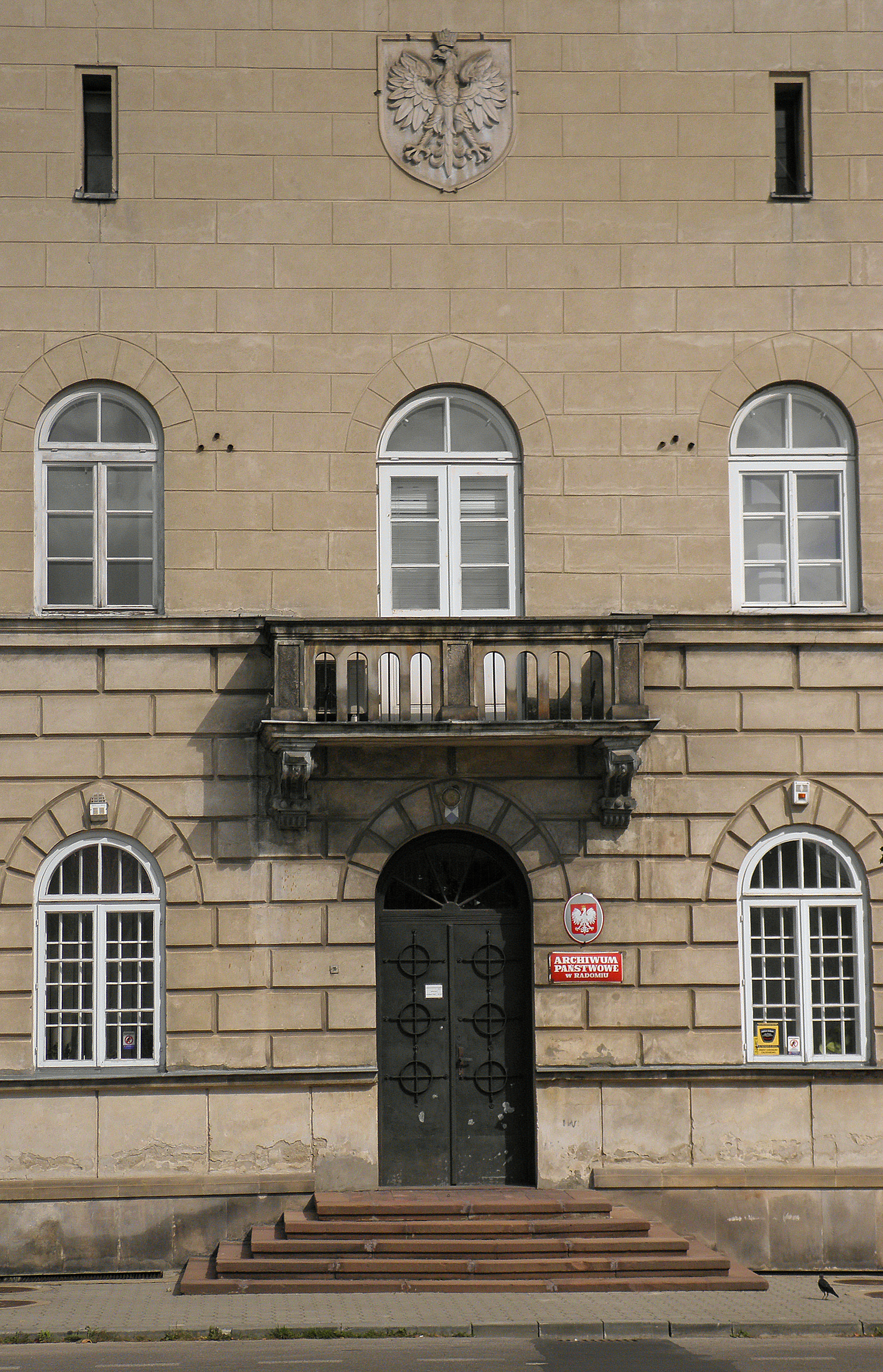
Główne wejście z balkonem

### Ratusz
Nowy ratusz jest piętrowym, podpiwniczonym, murowanym i tynkowanym budynkiem w stylu neorenesansowym. Fasada jest boniowana, z wyodrębnionym przyziemiem i arkadowymi oknami w ostrołukowych obramieniach. Budynek zwieńczony jest attyką z oknami szczelinowymi. Narożnik (od ul. Wolności) zaakcentowany uskokiem i podwyższeniem w stosunku do fasady korpusu głównego. Nad zachodnią częścią elewacji dominuje czworoboczna wieża z zegarem i herbem miasta.

### Dawny odwach
Od strony zachodniej, do gmachu ratusza przylega dawny odwach z 1819 roku, o fasadzie stylistycznie dopasowanej do architektury ratusza. Centrala część budynku, z zamurowanymi w 1954 roku arkadami, ujęta jest płytkimi ryzalitami nadbudowanymi o niskie piętro.